# Late Night with Seth Meyers
Late Night with Seth Meyers je americká pozdně večerní talkshow, kterou provází moderátor a bavič Seth Meyers, vysílaná na stanici NBC. Show měla premiéru 24. února 2014 a je produkována ve spolupráci Broadway Video a Universal Television. Jde již o čtvrtou inkarnaci série Late Night, jejímž autorem byl David Letterman. Meyers byl do série obsazen poté, co byl jeho předchůdce Jimmy Fallon přesunut na pozici moderátora pořadu The Tonight Show. V rámci pořadu vystupují společně rovněž hudebník Fred Armisen a jeho house band The 8G Band. Producentem pořadu Late Night se stal Mike Shoemaker (dřívější producent Saturday Night Live) a výkonným producentem pořadu je Lorne Michaels. Natáčení probíhá ve Studiu 8G na 30 Rockefeller Plaza, newyorském sídle NBC.
Premiérové díly pořadu jsou vysílány pravidelně od pondělí do čtvrtka vždy v 0:37 EST/PST. Místo páteční show bývá dávána repríza některého z předchozích dílů toho týdne. Pořad začíná Meyersovým monologem, který přednáší zpoza stolu. Mezi další prvky patří komediální kousky, skeče, rozhovory s plejádou hostů a hudební či komediální představení. Jednou z hlavních součástí pořadu je scéna zvaná „A Closer Look“, při níž Meyers do hloubky rozebírá aktuální události a kauzy, díky čemuž získává program politický nádech. Pořad denně sleduje na 1,5 milionu diváků.
23. ledna 2016 společnost NBC obnovila s Meyersem kontrakt na vysílání, a to až do roku 2021.